# Jürgen Macho
Jürgen Macho (24 sierpnia 1977 w Wiedniu – austriacki piłkarz występujący na pozycji bramkarza. Obecnie występuje w barwach Panioniosie GSS.
Karierę rozpoczął w First Vienna FC. Spędził tam trzy lata nie rozgrywając ani jednego meczu. Odszedł do Sunderlandu. Następnie został kupiony przez Chelsea. Po roku na Stamford Bridge odszedł do Rapidu Wiedeń. Tam jednak nie miał pewnego miejsca w składzie i po roku odszedł do FC Kaiserslautern. Mimo dobrej postawy w drugim sezonie na Fritz Walter Stadion nie udało mu się uchronić drużyny przed spadkiem z Bundesligi. Został kupiony przez AEK Ateny, gdzie grał od 2007 roku do 2009 roku. W sezonie 2009/2010 grał w LASK Linz, a następnie wrócił do Grecji i został piłkarzem Panioniosu. W 2013 roku przeszedł do klubu Admira Wacker Mödling.
Grał w młodzieżowej kadrze Austrii, a od 2005 roku konkuruje z Alexandrem Manningerem i Helge Payerem o miejsce w bramce pierwszej drużyny narodowej. Ma 193 cm wzrostu.